# Герб Глушківців
Герб Глушківців — офіційний символ села Глушківці Ярмолинецького району Хмельницької області, затверджений 2 липня 2018р. рішенням №12 сесії сільської ради. Автори - В.М.Напиткін, К.М.Богатов, П.Б.Войталюк.

## Опис
В першій синій частині золоте сонце з шістнадцятьма променями, в другій золотій пурпурова слива з зеленими листками, в третій зеленій золоте яблуко. Щит вписаний у декоративний картуш і увінчаний золотою сільською короною. Унизу картуша напис "ГЛУШКІВЦІ".

## Символіка
Герб означає садівництво, яким здавна славилося село